# Sotoa confusa
Sotoa confusa är en orkidéart som först beskrevs av Leslie Andrew Garay, och fick sitt nu gällande namn av Gerardo A. Salazar. Sotoa confusa ingår i släktet Sotoa och familjen orkidéer. Inga underarter finns listade i Catalogue of Life.